# Ithaka
Ithaka (græsk: Ιθάκη/Ithaki) er den ø i den vestlige del af det græske øhav, også kaldet Det Joniske Hav, som Odysseus boede på og var konge af.
Ithakas areal er cirka 120 km2. Øen har et begrænset befolkningstal på cirka 3.000 indbyggere. Det skyldes til dels, at Ithaka næsten udelukkende består af stejle, ubeboelige bjergterræner, hvilket gør øen til en helt igennem gold og ufrugtbar ø.
Øens hovedby er Vathi, der med sine 2.500 indbyggere huser over halvdelen af øens befolkning.
På den nordøstlige side af Ithaka finder man fiskerlejet Kioni, der er øens næststørste by.